# Hibernians Football Club 2019-2020
Questa voce raccoglie le informazioni riguardanti l'Hibernians Football Club nelle competizioni ufficiali della stagione 2019-2020.

## Maglie e sponsor
| Casa | Trasferta |

Sponsor ufficiale: Bezzina

Fornitore tecnico: Joma

## Rosa
| N. |                    | Ruolo | Calciatore        |
| -- | ------------------ | ----- | ----------------- |
| 2  | Malta (bandiera)   | D     | Timothy Tabone    |
| 3  | Malta (bandiera)   | D     | Ferdinando Apap   |
| 6  | Brasile (bandiera) | D     | Márcio            |
| 7  | Malta (bandiera)   | A     | Joseph Mbong      |
| 8  | Malta (bandiera)   | C     | Jake Grech        |
| 9  | Italia (bandiera)  | A     | Simone Mancini    |
| 10 | Malta (bandiera)   | A     | Jurgen Degabriele |
| 11 | Malta (bandiera)   | C     | Bjorn Kristensen  |
| 12 | Malta (bandiera)   | C     | Dunstan Vella     |
| 14 | Ghana (bandiera)   | A     | Charles Atsina    |
| 16 | Brasile (bandiera) | A     | Tarabai           |
| 18 | Spagna (bandiera)  | D     | Gabri Izquier     |
| 20 | Malta (bandiera)   | D     | Andrei Agius      |

| N. |                      | Ruolo | Calciatore      |
| -- | -------------------- | ----- | --------------- |
| 21 | Malta (bandiera)     | D     | Myles Beerman   |
| 23 | Brasile (bandiera)   | A     | Jorge Silva     |
| 29 | Malta (bandiera)     | A     | Daneel Abela    |
| 32 | Argentina (bandiera) | A     | Imanol Iriberri |
| 61 | Serbia (bandiera)    | P     | Marko Jovičić   |
|    | Germania (bandiera)  | D     | Jens Wemmer     |
|    | Malta (bandiera)     | P     | Daniel Balzan   |
|    | Nigeria (bandiera)   | C     | Edafe Uzeh      |
|    | Malta (bandiera)     | D     | Daniel Buckle   |
|    | Malta (bandiera)     | P     | Matthew Cremona |
|    | Malta (bandiera)     | C     | Owen Magro      |
|    | Malta (bandiera)     | A     | Ayrton Attard   |